# 1557
Відродження •  Реформація •  Доба великих географічних відкриттів •  Ганза

## Геополітична ситуація
Османську державу очолює Сулейман I Пишний (до 1566). Римським королем є Фердинанд I Габсбург (до 1564). У Франції королює Генріх II Валуа (до 1559).
Середню частину Апеннінського півострова займає Папська область. Неаполітанське королівство на півдні захопила Іспанія. Венеціанська республіка залишається незалежною, Флорентійське герцогство, Генуя та герцогство Міланське входять до складу Священної Римської імперії.
Королем Іспанії є Філіп II Розсудливий. В Португалії королює Себастьян I Бажаний (до 1578). Королевою Англії є Марія I Тюдор (до 1558). Королем Данії та Норвегії — Кристіан III (до 1559). Королем Швеції — Густав I Ваза (до 1560). Королем Угорщини та Богемії є римський король Фердинанд I Габсбург (до 1564). Королем Польщі та Великим князем литовським є Сигізмунд II Август (до 1572). Московське князівство очолює Іван IV (до 1575).
Галичина входить до складу Польщі. Волинь та Придніпров'я належить Великому князівству Литовському.
На заході євразійських степів існують Кримське ханство, Ногайська орда. Астраханське ханство підкорене Московією. Єгиптом володіють турки. Шахом Ірану є сефевід Тахмасп I.
У Китаї править династія Мін. Значними державами Індостану є Імперія Великих Моголів, Біджапурський султанат, Віджаянагара. В Японії триває період Муроматі.
Триває підкорення Америки європейцями. На завойованих землях ацтеків існує віцекоролівство Нова Іспанія, на колишніх землях інків — Нова Кастилія.

## Події

### В Україні
- Польський король та Великий князь Литовський Сигізмунд II Август затвердив «Уставу на волоки», що посилювала закріпачення селянства в Польсько-Литовській державі.
- Мала Хортиця (Байда) зруйнована турецько-татарським військом.
- Письмова згадка про Цумань.

### У світі
- 14 вересня магістр Лівонського ордену Йоганн Вільгельм Фюрстенберг уклав із польським королем військовий союз проти Московії.
- Англія приєдналася до Іспанії у війні проти Франції. Об'єднаними силами союзники завдали поразки французькому війську під командуванням Анна де Монморансі в Фландрії. Монморансі потрапив у полон.
- Іспанія збанкрутувала, що викликало паніку серед німецьких банкірів.
- Герцог Альба витіснив французів з Італії. Його дії змусили папу Павла IV підписати з іспанцями мир.
- Королем Португалії став трирічний Себастьян I Бажаний.
- В Японії почалося правління мікадо Оґіматі.
- Португальці заснували поселення на Макао.
- Узбецький хан Абдулла-хан II захопив Бухару. На його правління припадає найбільший розкіт Бухарського ханства.
- Ґарсію Уртадо де Мендосу призначено новим губернатором Чилі.
- Старий губернатор Чилі Франсиско де Вільяґра завдав поразки мапуче несподіваною атакою при Матакіте. Успішні дії іспанців продовжив новий губернатор.
- Валлійський математик Роберт Рекорд уперше використав знак рівності.

## Народились
Докладніше: Народилися 1557 року
- 31 травня — Федір Іоанович, московський цар, останній з роду Рюриковичів.

## Померли
Докладніше: Померли 1557 року
- 2 січня — У Флоренції поховано Якопо Понтормо (справжнє прізвище — Карруччі), 63-літнього італійського художника, одного з основоположників маньєризму.

- 19 листопада — королева Польщі Бона Сфорца